# Darcy Hadfield
Darcy Clarence Hadfield (1. december 1889 - 15. september 1964) var en newzealandsk roer.
Hadfield vandt bronze i singlesculler ved OL 1920 i Antwerpen, i en finale hvor John B. Kelly Sr. fra USA og briten Jack Beresford vandt henholdsvis guld og sølv.
Hadfield gjorde tjeneste i den newzealandske hær under 1. verdenskrig.

## OL-medaljer
- 1920:  Bronze i singlesculler